# Chaunochiton
Chaunochiton es un género de plantas con flores  pertenecientes a la familia de las olacáceas. Comprende 7  especies descritas y de estas, solo 3  aceptadas.

## Taxonomía
El género fue descrito por George Bentham y publicado en Genera Plantarum 1: 996. 1867. La especie tipo es: Chaunochiton loranthoides Benth.

## Especies aceptadas
A continuación se brinda un listado de las especies del género Chaunochiton aceptadas hasta noviembre de 2013, ordenadas alfabéticamente. Para cada una se indica el nombre binomial seguido del autor, abreviado según las convenciones y usos.
- Chaunochiton angustifolium Sleumer
- Chaunochiton kappleri (Sagot ex Engl.) Ducke
- Chaunochiton loranthoides Benth.